# Immobilienertragsteuer
Die Immobilienertragsteuer (ImmoESt) ist eine besondere Erhebungsform der Einkommensteuer in Österreich auf Gewinne von Immobilien- bzw. Grundstücksveräußerungen. 

## Erhebungsformen
Die Einkommensteuer (ESt) wird entweder von Parteienvertreter (Rechtsanwälte, Notare) im Wege der Immobilienertragsteuer (ImmoESt) durch Selbstberechnung eingehoben bzw. entrichten, durch freiwillige Aufnahme in die Steuererklärung berechnet (Veranlagungsoption) oder zum regulären Steuertarif besteuert (Regelbesteuerungoption).

### Selbstberechnung
Die auf die Grundstücksveräußerung entfallende ESt ist im Wege der ImmoESt zu entrichten. Bei der Selbstberechnung wird eine Steuer in Höhe von 30 Prozent auf Gewinne von privaten Grundstücksveräußerungen erhoben. Der Steuerpflichtige hat dem Parteienvertreter (Rechtsanwalt, Notar) Unterlagen für die Ermittlung der Bemessungsgrundlage vorzulegen und seine Richtigkeit zu bestätigen. Die Parteienvertreter haben die ImmoESt zu entrichten und haften für deren Entrichtung. Diese Einkünfte sind dann „endbesteuert“; mit der Entrichtung der ImmoESt gilt die ESt als abgegolten. Der Gewinn muss nicht mehr in die Steuererklärung angegeben werden. 
Wenn der Steuerpflichtige eine Körperschaften ist, beträgt der Steuersatz 25 Prozent.

### Veranlagungsoption
Neben der Selbstberechnung kann es vorteilhaft sein, eine freiwillige Aufnahme in die Steuererklärung unter Beibehaltung des Steuersatzes von 30 Prozent zu beantragen. Wenn aus einer privaten Immobilienveräußerung ein Gewinn anfällt, kann dieser im Wege der Einkommensteuerveranlagung mit einem anderen Veräußerungsverlust ausgeglichen werden. Die Steuer wird dann durch eine besondere Vorauszahlung entrichtet. Außerdem kann die Veranlagungsoption dazu dienen, eine falsche Selbstberechnung richtigzustellen. 
Wenn der Steuerpflichtige eine Körperschaft ist, beträgt der Steuersatz 25 Prozent.

### Regelbesteuerungsoption
Anders als bei der Selbstberechnung und der Veranlagungsoption, ist bei der Regelbesteuerungsoption kein besonderer Steuersatz in Höhe von 30 Prozent zu entrichten, sondern auf Antrag zum regulären Steuertarif des Steuerpflichtigen. Die Regelbesteuerungsoption kann vorteilhaft sein, wenn die tarifmäßige Einkommensteuer auf den Gewinn weniger als 30 Prozent der Bemessungsgrundlage beträgt.

## Berechnung des steuerpflichtigen Gewinns
Der Veräußerungsgewinn wird durch die Differenz zwischen Erlös und Anschaffungskosten bestimmt, wobei bei der Höhe der Anschaffungskosten zwischen Alt- und Neugrundstücken unterschieden wird. Bei der Unterscheidung kommt es darauf an, ob das zu veräußernde Grundstück am 31. März 2012 steuerverfangen war (ob die zehnjährige Spekulationsfrist nach der Rechtslage vor dem 1. Stabilitätsgesetz 2012 noch nicht abgelaufen ist). Die zehnjährige Spekulationsfrist und ein anschließend steuerfreier Verkauf wurde am 1. April 2012 mit dem 1. Stabilitätsgesetz 2012 abgeschafft.

### Alt-Grundstücke
Als Alt-Grundstücke gelten Immobilien, die vor dem 31. März 2002 angeschafft wurden. Für diese Grundstücke werden die Anschaffungskosten in der Regel pauschal mit 86 Prozent des Veräußerungserlöses bestimmt. Der Veräußerungsgewinn beträgt daher 14 Prozent des Erlöses.

### Neu-Grundstücke
Als Neu-Grundstücke gelten Immobilien, die nach dem 31. März 2002 angeschafft wurden oder noch angeschafft werden. Hier werden die tatsächlichen Anschaffungskosten herangezogen und vom Erlös abgezogen.

## Ausnahmen von der Immobilienertragsteuer
Gemäß § 30 Abs 2 Z 1–4 EStG sind Einkünfte aus privaten Grundstücksveräußerung von der Besteuerung ausgenommen, die 
- aus der Veräußerung von Eigenheimen oder Eigentumswohnungen stammen, wenn sie seit Anschaffung oder Herstellung bis zur Veräußerung für mindestens zwei Jahre durchgehend als Hauptwohnsitz gedient haben  und dieser aufgegeben wird, oder innerhalb der letzten zehn Jahre vor Veräußerung mindestens fünf Jahre durchgehend als Hauptwohnsitz gedient haben und dieser aufgeben wird.
- aus der Veräußerung von selbst hergestellten Gebäuden stammen, wenn sie innerhalb der letzten zehn Jahre nicht zur Gewinnerzielung gedient haben
- aus der Veräußerung von Grundstücken infolge eines behördlichen Eingriffs stammen
- aus Tauschvorgängen von Grundstücken im Rahmen eines Zusammenlegungs- oder Flurbereinigungsverfahrens stammen, sowie im Rahmen behördlicher Maßnahmen zur besseren Gestaltung von Bauland